# Frank Bernasko
Frank George Bernasko (* 7. Dezember 1930; † 3. Juni 2010) war ein ghanaischer Militär und Politiker. Unter Ignatius Kutu Acheampong war er am Militärputsch des Jahres 1972 beteiligt, der die Regierung von Kofi Abrefa Busia stürzte.
Bernasko hatte zum Zeitpunkt des Putsches den militärischen Rang eines Obersts (Colonel) inne. Im Regierungsorgan der Militärjunta unter Acheampong, dem National Redemption Council, hatte Bernasko das Amt des Kommissars für Kakao-Angelegenheiten (Commissioner for Cocoa Affairs) inne.
Nach dem Übergang der Militärregierung in eine Demokratie im Jahr 1978 nahm Bernasko als Kandidat der Action Congress Party an den Präsidentschaftswahlen des Jahres 1979 teil und wurde Vierter von zehn Kandidaten des ersten Wahlgangs hinter William Ofori-Atta an dritter Stelle, Victor Owusu und Hilla Limann, dem späteren Präsidenten Ghanas. Insgesamt erreichte Bernasko 9,4 Prozent der Stimmen. Die Action Party errang bei den im gleichen Jahr stattfindenden Wahlen zur Nationalversammlung 10 von 140 Sitzen.
Zuletzt lebte Bernasko in Großbritannien.